# باريديس (قونكة)
بلدية باريديس (بالإسبانية: Paredes)‏، هي إحدى بلديات مقاطعة قونكة إحدى مقاطعات إسبانيا، و التي تقع في منطقة قشتالة لا منتشا وسط البلاد، و المائلة لجهة الشرق من إسبانيا.
يبلغ عدد سكانها 109 نسمة وفقاً لإحصائية سنة (2007).